# マルタ・リディア・セラヤンディア・シスネロス

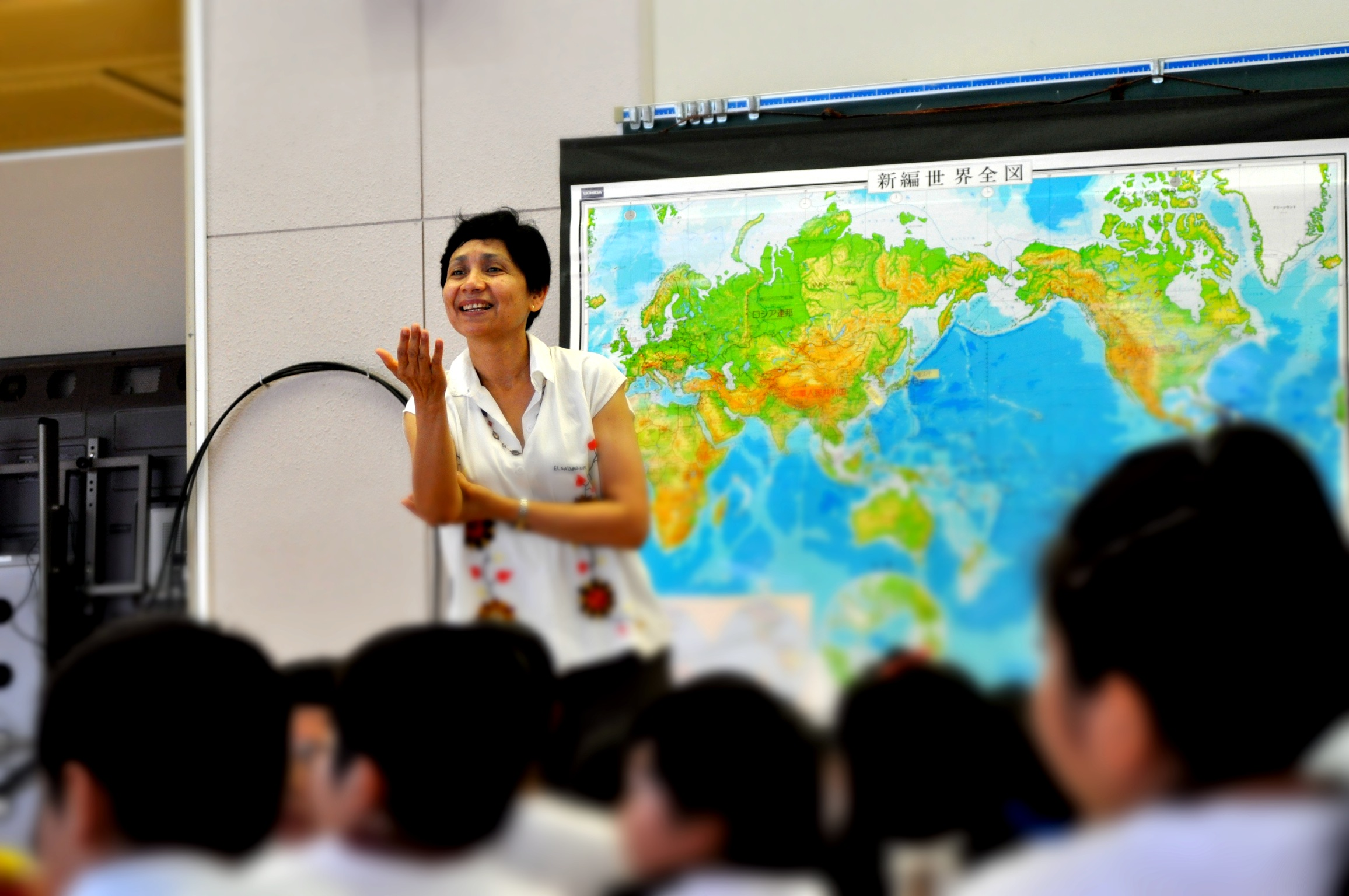

マルタ・リディア・セラヤンディア・シスネロス（スペイン語: Martha Lidia Zelayandía Cisneros）は、エルサルバドルの翻訳家、通訳、大使。母国語のスペイン語に加えて、日本語と英語に堪能。2011年9月から2020年9月にかけて、駐日大使を務めていた。

## 学歴
- 1975年～1978年: サン・フランシスコ・ソラノ高等音楽院（スペイン語: Escuela Superior de Música San Francisco Solano）[4]
- 1976年～1977年: エルサルバドル大学 生物学専攻[4]
- 1977年～1978年: ホセ・シメオン・カニャス中米大学（スペイン語版、英語版） 化学工学専攻[4]
- 1982年～1986年: 慶応義塾大学文学部 日本語・ドイツ語専攻[4]
- 千駄ヶ谷日本語学校 日本語教授法コース[4]

## 経歴
フリーランス通訳として、企業や官公庁、在東京スペイン語圏各国大使館からの仕事を請け負う。1992年のバルセロナオリンピックでは、日本のマスコミがスペインを訪問する際にセラヤンディアも同行した。
2001年から2009年にかけて、神奈川県藤沢市内の小学校数校で国際理解教育に携わる。
2009年12月より、駐日エルサルバドル大使館で公使参事官を務める。
2011年9月6日、皇居で上皇（平成当時の天皇）に信任状を捧呈して駐日大使に就任した。
2015年12月15日、安倍晋三内閣総理大臣が日本語を話す駐日各国大使24名を総理公邸に招いて昼食会を主催したが、セラヤンディア大使も参加した各国大使のうちの一人であった。この安倍総理大臣と日本語を話す駐日各国大使との昼食会は毎年度恒例のイベントとなり、第2回（2017年1月10日）、第3回（2017年12月18日）、第4回（2018年12月14日）の昼食会においてもセラヤンディア大使が参加している。
2018年3月13日、自民党動画チャンネル「CafeSta（カフェスタ）」が配信する武井俊輔司会の番組「ディスカバーワールドin Cafesta」に出演。
2019年10月22日、皇居正殿松の間で今上天皇の即位礼正殿の儀が執り行われ、フェリックス・ウジョア副大統領と共に参列した。
2020年9月28日、赤坂御所（旧・東宮御所）で天皇に面会して離任の挨拶をした。同月30日、駐日大使を離任。同年12月4日、旭日大綬章受章。